# Walter Benjamin
Walter Bendix Schönflies Benjamin (německá výslovnost: IPA: [ˌvaltɐ ˈbɛnjamiːn],  poslech; 15. července 1892, Berlín – 26. září 1940, Portbou, Španělsko) byl německý židovský literární kritik, filosof a překladatel (Balzac, Baudelaire, Marcel Proust atd.). Patřil k tzv. frankfurtské škole.

## Život
Walter Benjamin se narodil roku 1892 v Berlíně-Charlottenburgu v rodině bývalého bankéře a později starožitníka a obchodníka s uměním Emila Benjamina (1856–1926), jehož povolání ho velmi ovlivnilo v pozdějších statích a dílech, a jeho manželky Pauline (1869–1930) (rozené Schönflies) jako nejstarší ze tří dětí: měl bratra Georga (1895–1943) a sestru Doru (1901–1946).
V roce 1902 začal studovat na Kaiser-Friedrich-Gymnasiu v Berlíně-Charlottenburgu, kvůli chatrnému zdraví přešel v roce 1905 na reformovanou školu v obci Haubinda (dnes součást obce Westhausen) v Durynsku, kde strávil dva roky. Tam ho ovlivnil pedagog Gustav Wyneken. V roce 1907 se vrátil do Berlína. V roce 1910–1911 uveřejnil první texty v časopisu Der Anfang pod pseudonymem Ardor.
Po maturitě v roce 1912 nastoupil na Albert-Ludwigs-Universität ve Freiburgu, ale na konci letního semestru se opět vrátil do Berlína na Humboldtovu univerzitu, kde pokračoval ve studiu filosofie, německé literatury a dějin umění.
V té době byl Benjamin předsedou spolku „Svobodné studentstvo“ (Freie Studentenschaft). Tato organizace se ale přiklonila k německému válečnému heroismu, což Benjamina silně zklamalo a v roce 1915 toto hnutí opustil. V té době začal překládat Baudelaira. Pokračoval ve studiu na Ludwig-Maximilians-Universität v Mnichově, kde se setkal s Rilkem, Wernerem Kraftem, Felixem Noeggerathem a Gershomem Scholemem. V roce 1917 přešel Benjamin na universitu do Bernu. Téhož roku se oženil s Dorou Sophií Pollak (rozenou Kellner) (1890–1964), následujícího roku se jim narodil syn, Stefan Rafael (1918–1972). V roce 1919 Benjamin obhájil doktorskou disertaci „Pojem umělecké kritiky v německé romantice“ (Begriff der Kunstkritik in der Deutschen Romantik). V témže roce se poprvé setkal s Ernstem Blochem. Benjamin se vrátil s rodinou do Berlína, kde se mu nepodařilo získat zdroj obživy a žil z podpory rodičů. V roce 1921 publikoval stať „Ke kritice násilí“ (Zur Kritik der Gewalt). V roce 1920 se seznámil s Florensem Christianem Rangem. V roce 1922 založil časopis Angelus Novus. Walter a Dora Benjaminovi se rozešli v roce 1928. Další rok odešel Benjamin na universitu do Heidelbergu, kde zkoušel neúspěšně akademickou kariéru. Živil se literárními kritikami a překlady, trvale spolupracoval s časopisem Literarische Welt a s kulturní přílohou novin Frankfurter Zeitung. Jeho práce pro časopisy měly vysokou úroveň, ale příjmy z nich stačily jen k nejnutnější obživě.
Začal se zajímat o marxismus a komunismus a v roce 1924 se začetl do díla Vladimira Iljiče Lenina. V témže roce otiskl Hugo von Hofmannsthal Benjaminovu stať „Goethova Spříznění volbou“ (Goethes Wahlverwandtschaften) v časopisu Neue Deutsche Beiträge. Společně s Ernstem Blochem strávil Benjamin několik měsíců na ostrově Capri, kde psal svou habilitační práci „Původ německé truchlohry“ (Ursprung des deutschen Trauerspiels). Tam se seznámil s litevskou divadelní herečkou a režisérkou Asjou Lācis. Osobní vztah zkrachoval, ale Benjamin byl ovlivněn ve svých politických názorech. V roce 1925 byla Benjaminova habilitační práce odmítnuta na frankfurtské universitě. Tím byla zmařena Benjaminova naděje na akademickou kariéru. V témže roce začíná překládat Marcela Prousta. V zimě 1926–1927 strávil dva měsíce v Moskvě.
V roce 1927 zahájil Benjamin práci na svém projektu „Pařížské pasáže“ (Das Passagen-Werk). Na tomto monumentálním a nedokončeném projektu pracoval až do své smrti. Psal první rozhlasové hry. V roce 1928 vydal spis „Jednosměrná ulice“ (Einbahnstrasse).
V roce 1929 proběhla dvě významná setkání: s Bertoltem Brechtem (se kterým ho seznámila Asja Lācis, v té době Brechtova asistentka) a s Theodorem W. Adornem. Adorno uspořádal seminář na téma Benjaminovy práce „Původ německé truchlohry“ (Ursprung des deutschen Trauerspiels) v době, kdy bylo akademickými kruhy ignorováno a přivedl Benjamina ke spolupráci s „Institutem pro sociální výzkum“ (Institut für Sozialforschung), z něhož vzešla tzv. kritická teorie.

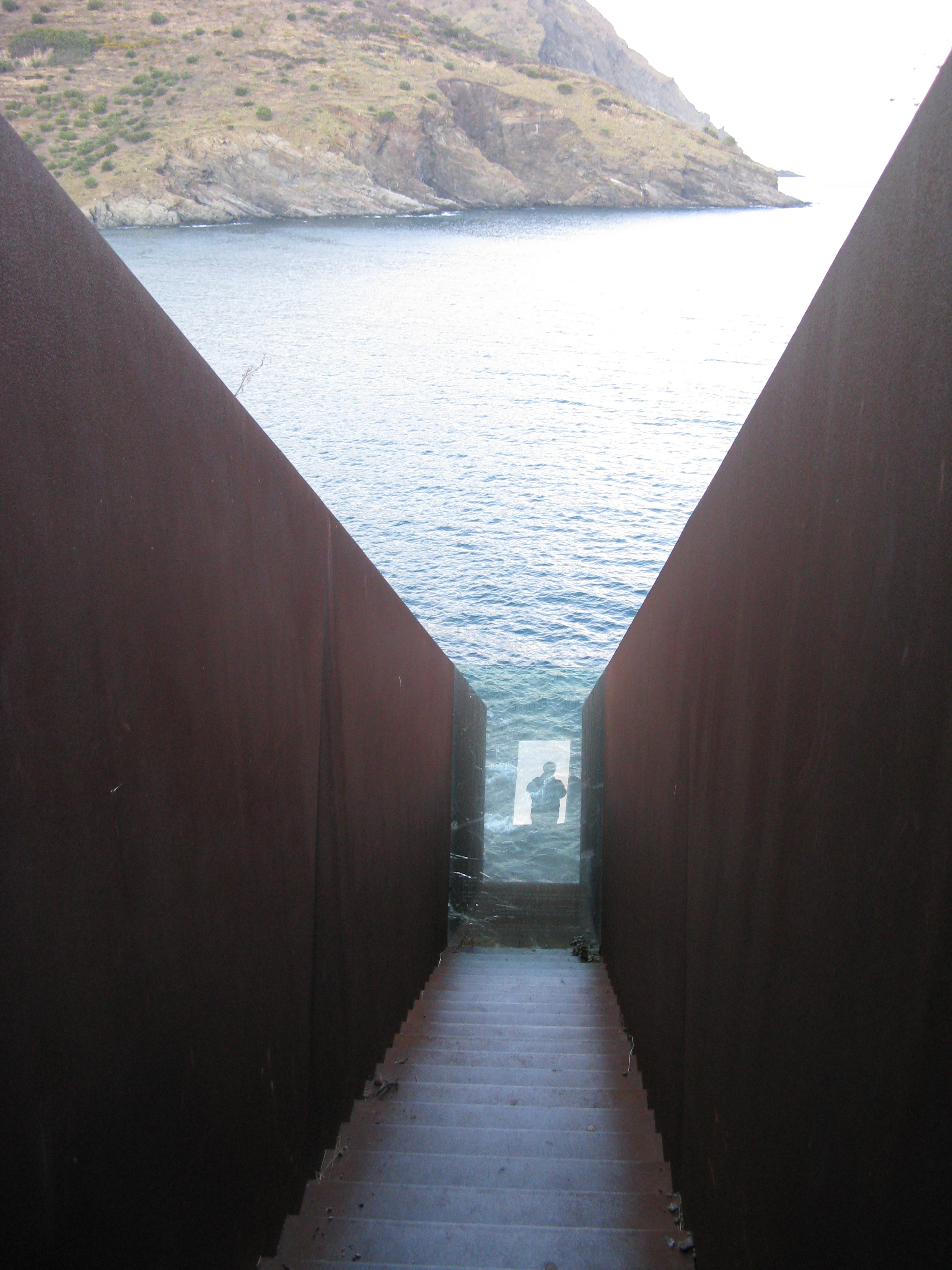
Památník Waltera Benjamina v Portbou od izraelského sochaře Dani Karavana

Po dvou letech odloučení se Benjamin v roce 1930 rozvedl se svou manželkou Dorou Sofií. Plánoval práci pro časopis Krise und Kritik spolu s Bernardem Brentanem, Brechtem a Herbertem Iheringem. Aby se vyhnul represím NSDAP a SA, které mu hrozily v Německu, strávil v roce 1932 několik měsíců na Ibize. Pak se přestěhoval do Nice. Po nástupu Adolfa Hitlera k moci v roce 1933 se ukrýval u Bertolta Brechta v jeho prázdninovém domě v dánském Svendborgu a u své bývalé manželky v San Remu.
V březnu 1933 emigroval do Paříže. Doufal, že se jako znalec francouzské literatury uživí publicistickou činností. Ještě v roce 1934 pobýval opět u Brechta v Dánsku. Nakonec žil v krajní nouzi, odkázán na podporu Institutu pro sociální výzkum. V Paříži také poznal další německé intelektuály, např. Hannah Arendt, Hermanna Hesse a Kurta Weilla. Publikoval v časopisech Maß und Wert, Cahiers du Sud, Orient und Occident, Das Wort. V Německu publikoval pouze pod pseudonymy. Začal intenzivní korespondenci s Gretel Adorno (Karplus).
V roce 1936 publikoval stať „Umělecké dílo ve věku své technické reprodukovatelnosti“ (Das Kunstwerk im Zeitalter seiner technischen Reproduzierbarkeit) v časopisu Institutu pro sociální výzkum (Zeitschrift für Sozialforschung). Stať Deutsche Menschen vyšla pod pseudonymem Detlef Holz v luzernském nakladatelství Vita Nova Verlag.
V roce 1937 pracoval Bejnamin na stati „Paříž Druhého císařství u Baudelaira“ (Das Paris des Second Empire bei Baudelaire), potkal Georga Batailla a stal se členem „Collège de Sociologie“ (1937–1939). V roce 1938 naposledy navštívil Brechta v jeho dánském exilu. Stejného roku Hitler odebral německé občanství osobám židovského původu. Benjamin byl internován na tři měsíce v internačním táboře v Clos St. Joseph u Nevers. Zde po večerech přednášel za cigarety nebo za tužku.

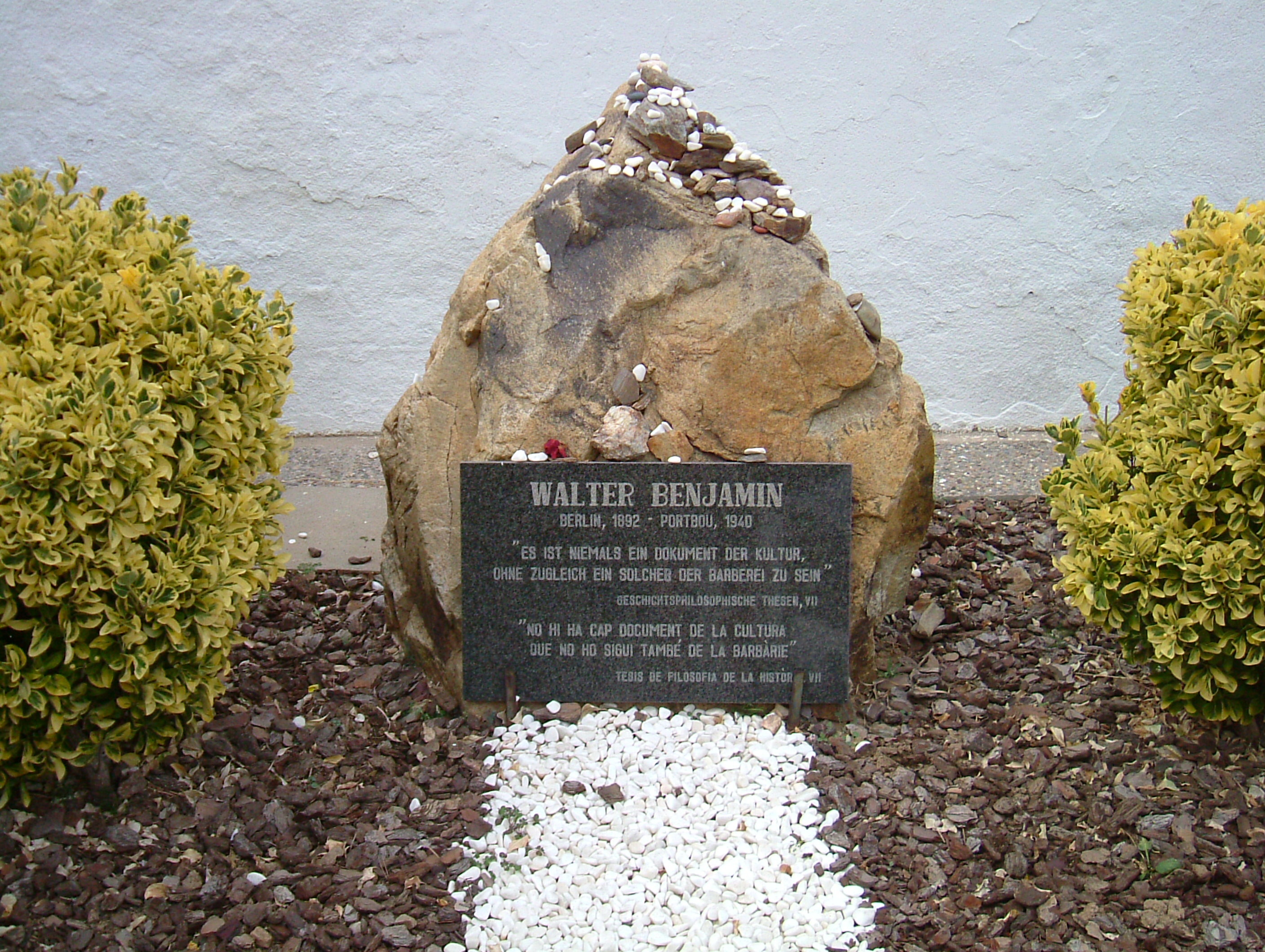
Benjaminův hrob v katalánském Portbou

V roce 1940 byl Benjamin na přímluvu přátel z internačního tábora propuštěn. Po návratu do Paříže psal „Teze k filosofii dějin“ (Geschichtsphilosophische Thesen). V červnu byla napadena Francie a Benjamin prchal spolu se sestrou Dorou na jih do Lurd. Gestapo zabavilo jeho knihy a písemnosti z jeho bytu v Paříži. Část písemností se podařilo Benjaminovým přátelům ukrýt v pařížské Bibliothèque Nationale. V srpnu získal zásluhou Maxe Horkheimera americké vízum. Benjamin chtěl uprchnout přes Španělsko do Portugalska a dále do USA.
Když se vážně nemocen ocitl 26. září 1940 na francouzsko-španělské hranici, byla tato momentálně uzavřena. Benjamin v zoufalství spáchal v noci z 26. na 27. září sebevraždu. Kolem jeho smrti je však řada spekulací. Podle jiných zdrojů došlo k jeho smrti až po překročení španělské hranice ve městě Portbou. Také sebevražda je zpochybňována vzhledem k tomu, že byl pochován na katolickém hřbitově. Existuje též teorie o tom, že byl zavražděn stalinskými agenty.
Benjaminova pozůstalost byla rozptýlena. Část opatroval Theodor W. Adorno za války v USA a od roku 1947 ve Frankfurtu nad Mohanem. Druhou část uchoval Gershom Scholem v Jeruzalémě. Dokumentace, zabavená gestapem, byla během války částečně ztracena a zbytek byl Rudou armádou předán Ústřednímu německému archivu v Postupimi.
V letech 1990–1994 postavil izraelský sochař Dani Karavan památník Waltru Benjaminovi v Portbou.

### Aura
V roce 1936 publikovaný esej Umělecké dílo ve věku své technické reprodukovatelnosti pojednává o deauratizaci uměleckých děl. Aura jedinečného díla mizí poté, co je dílo reprodukováno pro masovou veřejnost. I při sebelepší reprodukci odpadá tzv. „Zde a Nyní“ uměleckého díla. Autor uvádí na příkladu kopie Mony Lisy v obývacím pokoji – tato kopie již nemá původní a jedinečnou vlastnost originálu „Zde a Nyní“.

## Dílo
- 1931 Kleine Geschichte der Photographie (Malé dejiny fotografie)

## Dílo v češtině
- Agesilaus Santander, výbor z díla, Herrmann a synové, Praha 1998, z: Walter Benjamin, Gesammelte Schriften, Suhrkamp Verlag, Frankfurt am Main, 1991 přeložil Jiří Brynda, ISBN 80-238-3716-8 (v knize neuvedeno)
  - Agesilaus Santander (1933), O jazyce vůbec a o jazyce lidském (1916), Štěstí antického člověka (1916), O středověku (1916), Osud a charakter (1919), Ke kritice násilí (Zur Kritik der Gewalt, 1921), Teologicko-politický fragment, Nauka o podobném, Metafyzika mládí (1913/14), Život studentů (1914), Surrealismus (Der Sürrealismus, 1929), Zkušenost a chudoba (1933), Autor jako producent (1934), Berlínská kronika (po 1931, výběr), Destruktivní charakter (1931), Odhalený velikonoční zajíc aneb Malá nauka o skrývání (1932), Vykopávání a vzpomínání, Větrná růžice úspěchu (1932), Cesta k úspěchu ve třinácti tezích (1928), Jednosměrná ulice (Einbahnstraße, 1928), Protokoly k pokusům s drogami (1932), Fragmenty k filosofii jazyka a kritice poznání (výběr z pozůstalosti), Fragmenty k morálce a antropologii (výběr z pozůstalosti)
- Výbor z díla I : Literárněvědné studie, Oikoymenh, Praha 2009, 335s., z: Walter Benjamin, Gesammelte Schriften, Suhrkamp Verlag, Frankfurt am Main, 1991 přeložil Martin Ritter, ISBN 978-80-7298-278-3
  - Dialog o religiozitě přítomnosti, Mravní výuka, Studentské autorské večery, Religiózní postoj nové mládeže, Dostojevského Idiot, Dvě básně Friedricha Hölderlina „Básníkova odvaha“ –„Ostýchavost“, Pojem umělecké kritiky v německé romantice, Goethova Spříznění volbou, Anonce časopisu: Angelus Novus, K Proustovu obrazu, Literární dějiny a literární věda, Co je epické divadlo?, Paul Valéry, Franz Kafka, Umělecké dílo ve věku své technické reprodukovatelnosti
- Výbor z díla II : Teoretické pasáže, Oikoymenh, Praha 2011, 331s., uspořádal a přeložil Martin Ritter, ISBN 978-80-7298-456-5
  - O jazyce vůbec a o jazyce lidském, K teorii jazyka, Truchlohra a tragédie, Význam jazyka v truchlohře a v tragédii, K fantazii, O malbě aneb znak a znamení, O programu nadcházející filosofie, K estetice, Úkol překladatele, K teorii poznání, Úvod [k Původu německé truchlohry], K teorii kritiky, [Člověk v rukopise], O mimetické schopnosti [2], K podobnosti, Saturnův prstenec aneb něco o železné konstrukci, N [Teorie poznání, teorie pokroku], K [Město snů a dům snů, sny o budoucnosti, antropologický nihilismus, Jung], I [Interiér, stopa], m [Zahálka], Paříž druhého císařství u Baudelaira, O pojmu dějin
- Dílo a jeho zdroj, Odeon, Praha 1979; překlad: Růžena Grebeníčková pod jménem Věra Saudková[3], výbor sestavila Růžena Grebeníčková;
  - Původ německé truchlohry (Ursprung des deutschen Trauerspiels), habilitační práce, připravována od 1916, psána 1925, vydána 1928;
  - Vyprávěč. Úvahy podnícené dílem Nikolaje Leskova (Der Erzähler. Betrachtungen zum Werk Nikolai Lesskows, 1936);
  - Goethova Spříznění volbou (Goethes Wahlverwandtschaften, 1924-1925);
  - Snový kýč (Traumkitsch, původní název Glosse zum Surrealismis), 1927
  - Karl Kraus, 1931;
  - K současnému společenskému postavení francouzského spisovatele (Zum gegenwärtigen gesellschaftlichen Standort des französischen Schriftstellers), časopisecky 1934
  - Paříž, hlavní město 19. století (Paris, die Hauptstadt des XIX. Jahrhunderts, 1935);
  - Umělecké dílo ve věku své technické reprodukovatelnosti (Das Kunstwerk im Zeitalter seiner technischen Reproduzierbarkeit, 1935-1936), poprvé otištěno francouzsky 1936;
  - O některých motivech u Baudelaira (Über einige Motive bei Baudelaire), 1939;
  - Dějinně filozofické teze (Geschichtsphilosophische Thesen, 1939), poprvé otištěno 1950;
  - Centrální park (Zentralpark), poprvé otištěno 1955;
- Původ německé truchlohry, Malvern, Praha 2016, překlad: Martin Pokorný
- BENJAMIN, Walter. Malé dějiny fotografie. In: Karel Císař. Co je to fotografie?. Praha: Herrmann & synové, 2004. ISBN 80-239-5169-6. S. 9–19., původní název: Kleine Geschichte der Photographie (1931)